# Modèles de crise de change
Les modèles de crise de change sont des modèles économiques qui représentent schématiquement les causes, les mécanismes de transmission et les effets des crises de change.

## Concept
Les crises de change sont des crises économiques qui touchent la valeur de la monnaie d'un pays. Une monnaie est en effet ou bien flottante (sa valeur est déterminée par l'offre et la demande sur le marché des changes), ou bien fixe (sa valeur est fixée par la banque centrale). Une crise de change peut intervenir dans les deux cas. Dans le premier, la valeur de la monnaie connaît une modification majeure du fait des forces du marché, dans le sens d'une appréciation comme d'une dépréciation. Dans le deuxième, les forces du marché sont si fortes qu'elles contraignent la banque centrale à défendre la valeur de la monnaie sur les marchés en achetant sa propre monnaie contre des monnaies étrangères (elle puise alors dans ses réserves de change) ; à partir du moment où les réserves arrivent à néant, la banque centrale est forcée à laisser flotter la monnaie.
Les fluctuations des taux de change constituent à ce titre une source majeure d'incertitude pour le système économique. Elles peuvent conduire à l'appauvrissement de la banque centrale, à des différentiels de prix et d'inflation, elles perturbent les signaux. Afin de réduire l'incertitude et comprendre les causes et effets de ces crises, les économistes ont créé des modèles qui permettent la modélisation des crises de changes. À la suite d'un article de Barry Eichengreen et Charles Wyplosz, on distingue trois générations de modèles.

## Typologie

### Modèle de première génération
Les modèles de première génération sont élaborées par Paul Krugman dans un article de 1979, et Flood et Garber en 1984. Ces modèles se fondent sur une explication de la crise de change comme la résolution de déséquilibres macroéconomiques. 
Si un pays est en régime de change fixe ancré sur une autre monnaie (par exemple, le dollar américain), mais que sa masse monétaire croît plus vite que celle des États-Unis (car le pays a une politique économique expansionniste, par exemple), la valeur de la monnaie chute naturellement. Pour maintenir la fixité du taux de change, la banque centrale doit se rendre sur le foreign exchange pour acheter sa propre monnaie en échange de ses réserves de change. Le stock de réserves étant fini, les agents anticipent une crise de change. Lorsque la crise de change est anticipée comme certaine, les agents économiques détenteurs de titres financiers ou autres vont demander à convertir leurs avoirs en monnaies étrangères, de peur que la banque centrale n'aie pas assez de réserves à l'avenir pour assurer la conversion à taux de change fixe.

### Modèle de deuxième génération
Les modèles de crises de deuxième génération permettent d'expliquer pourquoi une crise peut avoir lieu dans une situation où l’État mène pourtant des politiques appropriées au maintien d'un taux de change fixe, contrairement à ce qui prévalait dans le premier modèle. Ces modèles montrent qu'une crise de changes peut avoir lieu dans un pays à faible inflation ou sans un déficit important des transactions courantes. 
Ces modèles se fondent sur l'idée selon laquelle les anticipations des acteurs des marchés financiers peuvent provoquer la crise de changes. Selon eux, tout gouvernement a un objectif interne de long terme (la croissance, la lutte contre le chômage) et un objectif de maintien du régime de change fixe. Les marchés vont chercher à savoir quel objectif est priorisé par le gouvernement : si sa préférence va à l'objectif interne de lutte contre le chômage, dans le cas où du chômage apparaît, le gouvernement baissera les taux d'intérêt pour stimuler la croissance et réduire le chômage, provoquant une dépréciation de la monnaie (baisser les taux d'intérêt rend les placements dans le pays en question moins attractifs, et conduit à une sortie des capitaux du pays). C'est ce qu'il s'est passé lors de la crise de la livre sterling de 1992.
D'autres mécanismes ont été proposés. Selon Jeanne (1996), si les agents privés anticipent une dévaluation, ils peuvent exiger un salaire plus élevé pour compenser la perte de pouvoir d'achat de leur salaire ; cela entraîne une hausse du chômage, et le seul moyen pour l’État de restaurer les bénéfices des entreprises pour qu'elles embauchent plus est de dévaluer la monnaie pour stimuler les exportations.
Une autre explication, avancée par Maurice Obstfeld en 1994, est que les anticipations de dévaluation peuvent mener à une hausse du taux d'intérêt nominal. Cela réduit la demande agrégée et pénalise l'économie. La banque centrale peut alors être incitée à dévaluer la monnaie afin de regagner un compétitivité.

### Modèle de troisième génération
Les modèles de troisième génération sont créés à la fin des années 1990 afin d'expliquer les crises de changes récentes. En effet, la crise asiatique de 1997-1998 avait frappé des pays dont les fondamentaux économiques n'étaient pas foncièrement défavorables, et dont les autorités n'envoyaient pas de signaux particuliers d'un épuisement dans la défense du taux fixe : ni les modèles de première génération, ni de la deuxième, ne pouvaient être utilisés.  
Les modèles de troisième génération, eux, permettent d'expliquer les crises de changes en tant qu'elles sont des crises jumelles, à savoir les crises de change et les crises bancaires simultanées. Ainsi, le principal mécanisme à l’œuvre dans les modèles de troisième génération est celui du secteur financier. 
Selon Corsetti (1998), certains pays sont endettés dans une monnaie étrangère à court terme (par exemple, avec le dollar). Une dévaluation de la monnaie a alors pour effet d'alourdir la charge de la dette libellée en monnaie étrangère, car il faut une plus grande quantité de la monnaie nationale pour rembourser sa dette. Les banques font alors face à des emprunteurs insolvables. Face à l'insolvabilité des banques, les investisseurs retirent leur argent du pays, accentuant la dévaluation.
Une étude de Kaminsky et Reinhart sur un échantillon de 20 pays développés et en développement entre 1970 et 1995 montre que 56 % des crises bancaires sont suivies, dans les 36 mois, par une crise de change (et 12 % des crises de change sont suivies de crises bancaires).